# Dermophis costaricensis
Dermophis costaricensis és una espècie d'amfibis gimnofions de la família Caeciliidae. És endèmica de Costa Rica. Els seus hàbitats naturals inclouen montans secs, plantacions, jardins rurals i zones prèviament boscoses ara molt degradades.